# Phaea linsleyi
Phaea linsleyi är en skalbaggsart som beskrevs av Chemsak 2000. Phaea linsleyi ingår i släktet Phaea och familjen långhorningar. Inga underarter finns listade i Catalogue of Life.